# West Indies Records Limited
West Indies Records Limited, kurz WIRL, war ein jamaikanisches Plattenlabel, das 1958 von dem späteren Premierminister Edward Seaga gegründet wurde. Seaga, eher Finanzier als Musikproduzent, verkaufte es 1964 an Byron Lee, der daraus sein Label Dynamic Sounds machte.

## Veröffentlichungen (Auswahl)
- 1959: Manny Oh – Higgs & Wilson